# Jayamukti (Banyusari)
Jayamukti is een bestuurslaag in het regentschap Karawang van de provincie West-Java, Indonesië. Jayamukti telt 7023 inwoners (volkstelling 2010).